# Hyloniscus transsilvanicus
Hyloniscus transsilvanicus är en kräftdjursart som först beskrevs av Karl Wilhelm Verhoeff1901.  Hyloniscus transsilvanicus ingår i släktet Hyloniscus och familjen Trichoniscidae. Inga underarter finns listade i Catalogue of Life.